# Vladimír Richter (pedagog)
Vladimír Richter (* 14. června 1956, Ústí nad Orlicí) je český pěvec a hudební pedagog, který působí na Pedagogické fakultě Masarykovy univerzity a v hudebních souborech zaměřených především na provozování staré hudby.

## Vzdělání
V roce 1980 vystudoval magisterské studium na Filozofické fakultě Masarykovy univerzity (v oborech hudební výchova a český jazyka literatura). Následně se intenzivně věnoval studium zpěvu a doplnil si vzdělání v tomto oboru na Konzervatoři Brno. Habilitoval se v roce 1998.

## Zaměstnání
Jako umělec působil v letech 1981 - 1983 v Symfonickém orchestru hl. m. Prahy a následně jako sólista v letech 1984 -1986 ve Státním divadle Brno. Zároveň působil i v Pražském filharmonickém sboru, Pěveckém sboru Československého rozhlasu a v Kühnovu smíšeném sboru. Posléze působil na Lidové škole umění Blansko (1983 - 1988) a Základní umělecké škole Jaroslava Kvapila v Brně (1988 - 1994). Od roku 1994 vyučuje na Pedagogické fakultě Masarykovy univerzity a od roku 1998 na Filozofické fakultě Masarykovy univerzity. Mezi lety 2011-2019 působil jako proděkan pro bakalářské studium na Pedagogické fakultě Masarykovy univerzity.
Je spoluzakladatelem experimentálního souboru Affetto a je členem komorního tria Ensemble poétique. Spolupracuje především s předními soubory zaměřenými na provozování staré hudby (Musica Florea Capella Regia, Collegium musicum Brno, Rožmberská kapela, Pražští madrigalisté a další). 